# Csíkbogárfélék

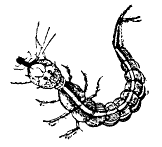
Csíkbogár lárvája

A csíkbogárfélék (Dytiscidae) a rovarok osztályában a ragadozó bogarak (Adephaga) alrendjébe tartozó család. Körülbelül háromezer leírt fajuk közül Magyarországon mintegy 80 él. A lárváját vízitigrisnek nevezik.
A fajok többsége jól úszó, áramvonalas éjszakai ragadozó. Amikor úsznak, lábaikkal egyszerre csapnak hátra. Levegőtartalékuk a szárnyfedő alatt van.

## Ismertebb fajok
- Sárgaszegélyű csíkbogár (Dytiscus marginalis) (Linnaeus, 1758)
- Nagy búvárbogár (Cybister lateralimarginalis) (DeGeer, 1774)
- Barázdás csíkbogár (Acilius sulcatus) (Linnaeus, 1758)
- Fényes orsócsíkbogár (Ilybius subaeneus) (Erichson, 1837)
- Gömb-csíkbogár (Hyphydrus ovatus) (Linnaeus, 1761)
- Recéshátú csíkbogár (Colymbetes fuscus) (Linnaeus, 1758)
- Tarka csíkbogár (Platambus maculatus) (Linnaeus, 1758)